# Myrmecodesmus brevis
Myrmecodesmus brevis är en mångfotingart som beskrevs av Shear 1977. Myrmecodesmus brevis ingår i släktet Myrmecodesmus och familjen fingerdubbelfotingar. Inga underarter finns listade i Catalogue of Life.